# Couvent San Lucchese
Le  couvent San Lucchese se situe à Poggibonsi dans la province de Sienne, construit sur les bases de l'église primitive romaine Santa Maria in Camaldo.
La tradition veut que le couvent trouve son origine  dans la visite de saint François à Valdelsa en 1222 et sa rencontre avec Luchèse de Caggiano. 
Dans la tradition des ordres mendiants, l'architecture en est simple avec un portique dépouillé, une nef éclairée par des fenêtres gothiques, trois chapelles à voûtes à croisée d'ogives.
La partie absidale des chapelles a été construite autour du milieu du XIVe siècle, le portique face à la basilique du XVIIe siècle, puis des transformations et restructurations de restauration, spécialement sur la façade et sur le toit (pour cause d'éboulements, de secousses telluriques, de canonnage de 1943) ont restauré l'ensemble dans son état d'origine.
Le campanile est de construction récente et le cloître se trouve sur la droite de l'église.

## Œuvres présentes
- Storie di Santo Stefano,  cycle de fresques de Cennino Cennini dans la chapelle de San Lucchese,
- Martirio di Sant'Andrea et San Nicola di Bari, deux fresques de Bartolo di Fredi,
- Madonna col Bambino e santi (1514),  autel robbiano[1],
- Moltiplicazione dei pani (1513), fresque du réfectoire de Gerino da Pistoia.

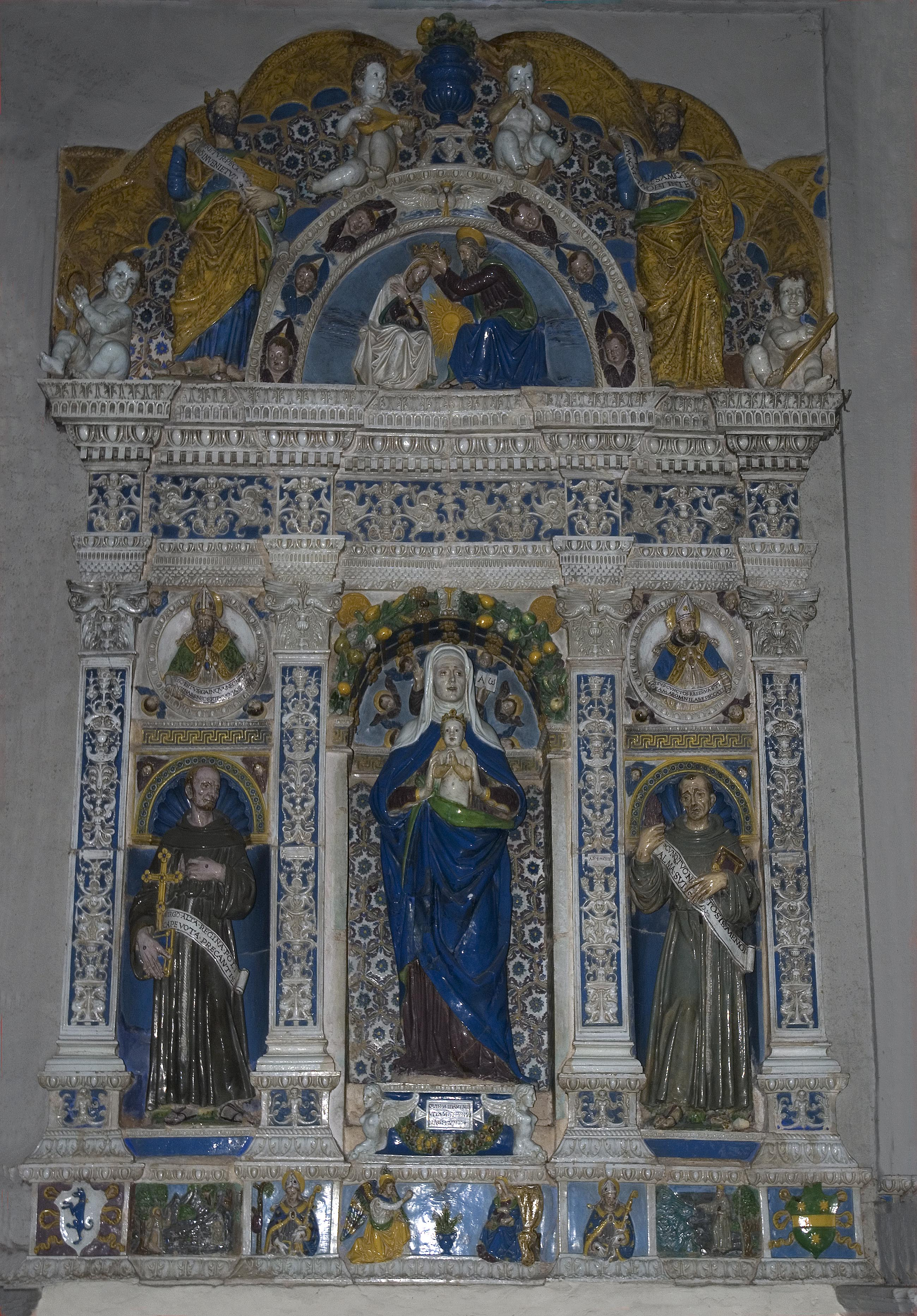
Autel  robbiano
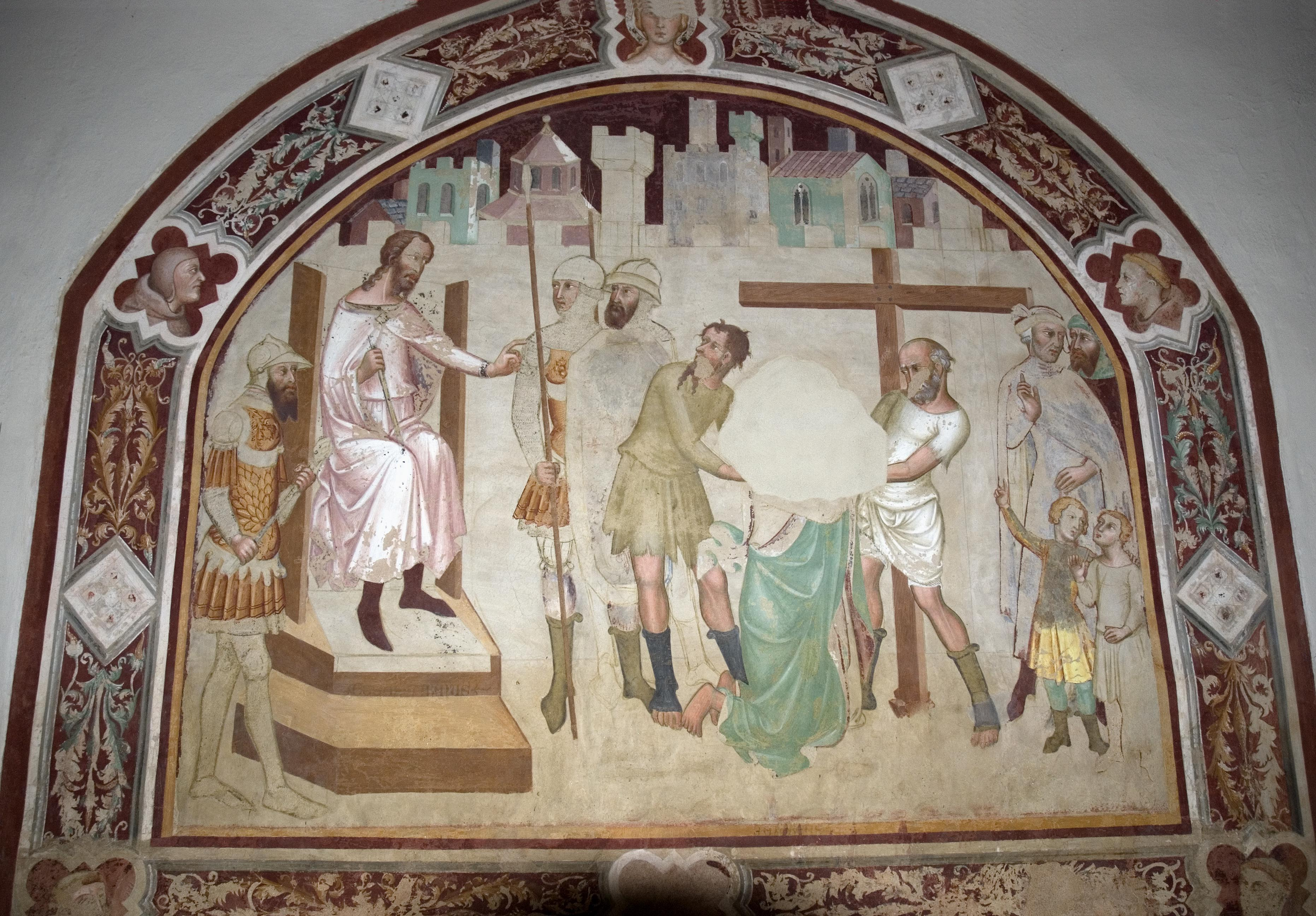
Fresque Bartolo di Fredi
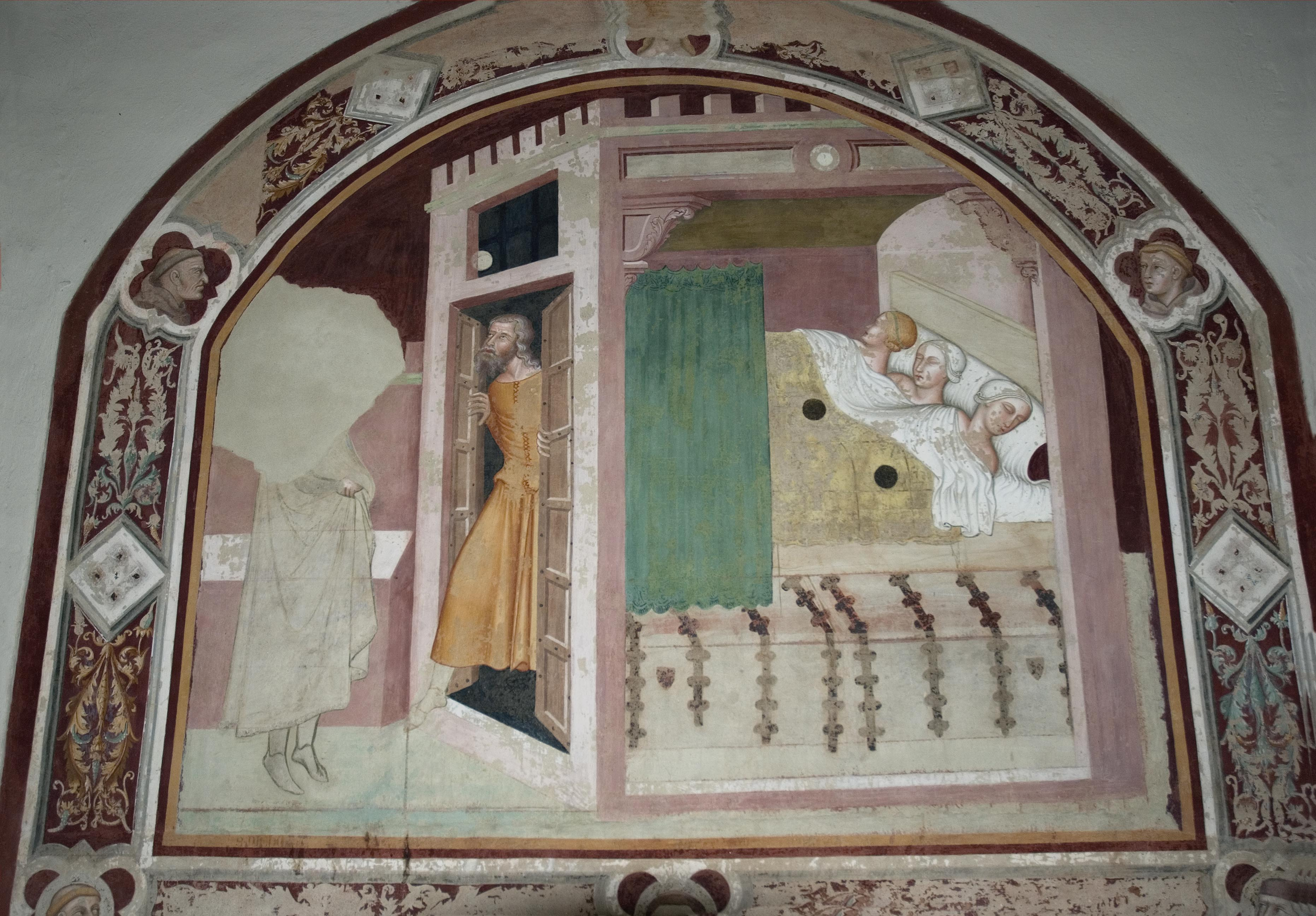
Fresque Bartolo di Fredi